# Licenciado Adolfo López Mateos International Airport
Licenciado Adolfo López Mateos International Airport är en flygplats i Mexiko.   Den ligger i kommunen Toluca och delstaten Mexiko, i den sydöstra delen av landet, 50 km väster om huvudstaden Mexico City. Licenciado Adolfo López Mateos International Airport ligger 2 580 meter över havet.
Terrängen runt Licenciado Adolfo López Mateos International Airport är en högslätt. Runt Licenciado Adolfo López Mateos International Airport är det mycket tätbefolkat, med 2 103 invånare per kvadratkilometer. Närmaste större samhälle är Toluca, 10,6 km sydväst om Licenciado Adolfo López Mateos International Airport. Trakten runt Licenciado Adolfo López Mateos International Airport består till största delen av jordbruksmark.